# دينيسون أولمستيد
دينيسون أولمستيد (بالإنجليزية: Denison Olmsted)‏ (و. 1791 – 1859 م) هو عالم فلك، وأستاذ جامعي من الولايات المتحدة الأمريكية .
توفي في نيو هيفن، كونيتيكت، عن عمر يناهز 68 عاماً.

## التعليم
تعلم في جامعة ييل

## مناصب وهيئات
أدار جامعة ولاية كارولينا الشمالية في تشابل هيل.